# جمشید قاجار
جمشید قاجار دانشمند ایرانی، جراح مغز و اعصابو مدیر مرکز عملکرد مغز دانشگاه استنفورد پزشک متخصص ایرانی و فارغ التحصیل شده از آمریکا می باشد.